# Cistella fugiens
Cistella fugiens är en svampart som först beskrevs av William Phillips, och fick sitt nu gällande namn av Matheis 1977. Cistella fugiens ingår i släktet Cistella och familjen Hyaloscyphaceae.  Arten är reproducerande i Sverige. Inga underarter finns listade i Catalogue of Life.